# Teoria dell'attribuzione
L'attribuzione in psicologia è il processo attraverso il quale gli individui tendono a spiegare le cause degli eventi e dei comportamenti umani.
Gli esseri umani tendono per natura ad attribuire cause agli eventi che li circondano e a stabilire connessioni causa-effetto, anche quando le informazioni a disposizione sono scarse. Il modo in cui gli individui stabiliscono tali connessioni venne descritto da diversi psicologi in diverse teorie dell'attribuzione.

## Attribuzione interna ed esterna
In generale, si distingue tra due attribuzioni: quella interna e quella esterna.
Un'attribuzione è interna quando si attribuisce la causa all'individuo e ad aspetti caratteriali e intenzionali. Un'attribuzione è esterna quando si attribuisce la causa alla situazione in cui si trova l'individuo, ossia l'ambiente con i suoi fattori.
Gli esseri umani tendono sistematicamente a preferire l'attribuzione interna, sia quando le informazioni a disposizione per compiere un'inferenza non sono sufficienti per compiere un'attribuzione sicura, sia quando le informazioni a disposizione indicano l'opposto. Questa tendenza a sopravvalutare i fattori disposizionali degli individui che compiono un'azione ed ignorare invece i fattori ambientali che quindi non sono sotto controllo di chi compie un'azione, viene chiamata errore fondamentale di attribuzione.

## Teorie
Secondo Fritz Heider, l'analisi condotta per dedurre la causalità di un comportamento messo in atto da un individuo viene effettuata basandosi sull'osservazione della causa del nostro comportamento che serve da spiegazione anche per quello altrui, sia che questo sia causato da fattori personali oppure ambientali; ossia, se le cause di un comportamento siano imputabili, e quanto, a fattori interni all'individuo o esterni ad esso (una concezione molto simile ma riguardante più l'attribuzione di successo personale è quella detta del Locus of control).

### Modello di covariazione di Kelley
Nel modello di Kelley si stabilisce se la causa di un evento è esterna o interna mediante lo studio della varianza di tre variabili su tre tipi di informazione. Le dimensioni in cui si muovono i tre tipi di informazione sono soggetto, oggetto e tempo. All'interno di queste dimensioni si distinguono quindi le tre variabili:
1. Il consenso: la variabile che si riferisce al soggetto, indica la varianza tra i soggetti, ossia gli individui che compiono un'azione. L'informazione sul consenso informa quindi in quale misura altre persone si comportano allo stesso modo davanti a quel determinato stimolo.
2. La differenziazione: la variabile che si riferisce all'oggetto dell'azione, indica la varianza tra quell'evento ed altri simili. L'informazione sulla differenziazione informa quindi in quale misura la persona agente si comporta allo stesso modo nei confronti di altri stimoli simili.
3. La costanza: la variabile che si riferisce al tempo, si indica la varianza dell'evento in circostanze e momenti diversi. L'informazione sulla costanza informa quindi in quale misura la persona agente agisce in un determinato modo in diverse situazioni nel tempo.

Per comprendere il modello, si veda il seguente esempio:
"Il bambino ha paura del cane"
Davanti a questa azione, compiuta dal bambino (soggetto) nei confronti di un determinato oggetto (il cane) in un determinato tempo (il momento in cui stiamo osservando la situazione), l'osservatore stabilisce automaticamente dove si trova la causa dell'azione, ossia se è interna, nel bambino, o esterna, nel cane. Per stabilire se la causa è interna o esterna, si valutano le informazioni nelle diverse dimensioni.
Ipotizziamo quindi la seguente situazione: consenso basso, perché non tutti i bambini hanno paura del cane, quindi la varianza tra i soggetti è alta; differenziazione bassa, perché il bambino ha paura di molti cani che incontra; la costanza, infine, alta, perché il bambino presenta questo comportamento di paura diverse volte e non una sola, quindi la varianza nel tempo è bassa. Se si profilasse questa situazione, l'attribuzione causale per il comportamento sarebbe probabilmente interna, ossia la causa verrebbe attribuita al bambino, che è pauroso di carattere, e non nel cane, che magari è aggressivo.
La situazione invece sarebbe diversa se il bambino normalmente non ha paura dei cani (costanza bassa), e ha paura solamente di questo particolare cane che appartiene ai vicini di casa (alta differenziazione), e magari anche gli altri bambini del vicinato hanno paura di quel particolare cane (consenso alto). In questo caso, l'attribuzione sarebbe con ogni probabilità esterna, ossia la causa verrebbe attribuita al cane, che magari è aggressivo, o particolarmente vivace e di taglia grande.
Si profila quindi uno schema generale di attribuzione: 
| Interna                | Esterna               |
| consenso basso         | consenso alto         |
| differenziazione bassa | differenziazione alta |
| costanza alta          | costanza bassa        |

### Modello dell'inferenza corrispondente
Nel modello dell'inferenza corrispondente, sviluppato da Jones e Davis, le persone tendono a fare delle inferenze corrispondenti (tra azione e soggetto) attraverso un'analisi della situazione. Il modello descrive come le persone ricavano informazioni riguardo alla disposizione interna di un individuo che compie un'azione in base alle evidenze nel suo comportamento. Le persone fanno inferenze sulla base di tre fattori: grado di libertà di scelta, aspettative riguardo al comportamento ed effetti del comportamento.

## Fattori
Heider distingue fra:
- fattori "personali", costituiti dalla possibilità, capacità e motivazione;
- fattori "ambientali", ossia fattori non sociali (come la difficoltà del compito), fattori sociali interpersonali (richieste, ordini) e fattori sociali oggettivi (valori); tali fattori sono considerati interdipendenti.

Il soggetto che deve determinare la causa di un accadimento, farebbe quindi delle inferenze; queste vengono modificate da fattori come la vicinanza, la contiguità tra causa ed effetto, la percezione della forza delle connessioni causa-effetto e della loro semplicità: sono queste condizioni, infatti, che conducono a percepire l'agente e la conseguenza come consecutio logica di causa ed effetto.
Secondo l'autore vengono maggiormente utilizzate le attribuzioni relative ai fattori personali: i soggetti vengono considerati come causa primaria di un comportamento. Questa tendenza viene definita come "errore fondamentale di attribuzione", che può essere più dettagliatamente descritta come "un errore costante di sovrastima dell'attribuzione di fattori individuali (interni), contemporaneamente ad una sottostima dei fattori situazionali (esterni)".